# Lindera reticulata
Lindera reticulata là loài thực vật có hoa trong họ Nguyệt quế. Loài này được (Nees) Benth. & Hook. f. miêu tả khoa học đầu tiên năm 1880.